# 도이치모터스
도이치모터스 주식회사(영어: Deutsche Motors)는 대한민국의 해외 자동차 딜러 기업이다.

## 개요
- 1997년 8월 17일 설립되었다.
- 독일 자동차인 BMW, MINI, 포르쉐의 딜러사이다.[2]
- 외국인 지분률이 13.90%이다.[3]

## 같이 보기
- 대한민국의 자동차 산업
- 도이치모터스 주가조작 사건